# Tithoes frontalis
Tithoes frontalis es una especie de escarabajo longicornio del género Tithoes, categorizada en la tribu Acanthophorini, de la subfamilia Prioninae. Fue descrita por Harold en 1879.
El período de actividad en ejemplares adultos se presenta regularmente en enero, marzo, mayo, junio, noviembre y diciembre. Existe un ejemplar de la especie en el museo de Historia Natural de Berlín.

## Descripción
Mide 47-95 mm de longitud.

## Distribución
Se distribuye por África: Angola, Burundi, Malaui, Mozambique, Namibia, República Democrática del Congo, República Sudafricana, Tanzania y Zambia.